# Auzon (rzeka w Górnej Loarze)
Auzon – rzeka we Francji, przepływająca przez tereny departamentów Puy-de-Dôme oraz Górna Loara, o długości 15,3 km. Stanowi dopływ rzeki Allier. 
Auzon przepływa przez: Chassignolles, Saint-Hilaire oraz Auzon.